# Rhinella mirandaribeiroi
Rhinella mirandaribeiroi es una especie de anfibio anuro de la familia Bufonidae.

## Distribución geográfica
Esta especie se encuentra en Cerrado y en la Amazonia en:
- Brasil en los estados de Minas Gerais, Bahía, Piauí, Maranhão, Pará, Amazonas, Rondônia, Mato Grosso, Mato Grosso do Sul;
- Bolivia en el departamento de Santa Cruz.[2]

## Descripción
Los machos miden de 50 a 52 mm y las hembras de 47 a 62 mm.

## Etimología
Esta especie lleva el nombre en honor a Alípio de Miranda Ribeiro.

## Publicación original
- Gallardo, 1965: The species Bufo granulosus Spix (Salientia: Bufonidae) and its geographic variation. Bulletin of the Museum of Comparative Zoology, vol. 134, n.º 4, p. 107-138[3]